# استلاریس
استلاریس (به انگلیسی: Stellaris) یک بازی ویدئویی ۴اکس است که توسط شرکت پارادوکس اینتراکتیو توسعه و منتشر شده‌است. محیط بازی فضا است و هدف بازی پیدا کردن سیاره‌های جدید برای مستعمره‌سازی و شکست دشمنان فضایی است. امکان تجارت و قراردادهای دیپلماتیک نیز در این بازی دیده‌شده‌است. این بازی در ۹ مه ۲۰۱۶، برای سیستم عامل‌های مایکروسافت ویندوز، مک‌اواس و لینوکس روی سکوی استیم منتشر شد، و سپس در ۲۶ فوریه ۲۰۱۹، برای کنسول‌های پلی‌استیشن ۴ و اکس‌باکس وان نیز در دسترس قرار گرفت. این بازی در سه نسخه پایه، نوا و گالکسی منتشر شده‌است، که نسخه‌های نوا و گالکسی دارای دو گونه اضافی هستند.

## روند بازی
استلاریس یک بازی ویدئویی استراتژی هم‌زمان و استراتژی مقیاس بزرگ در فضا است که در سال ۲۲۰۰ آغاز می‌شود. بازیکن، یک گونه (انسان) را انتخاب می‌کند. هر گونه دارای مزایا و معایب خود است و بازیکن می‌تواند براساس نوع بازی خود گونه را انتخاب کند. پس از آن، بازیکن از یک سیاره و سیستم شروع به گسترش قلمرو خود و مستعمره‌سازی سیاره‌های دیگر می‌کند. در این بین دیگر گونه‌ها هم به این کار مشغول می‌شوند. بازیکن می‌تواند از طریق منو دیپلماسی با دیگر گونه‌ها تجارت کند یا قراردادهای سیاسی امضا کند. برنده کسی است که بیش از ۴۰ درصد سیاره‌های موجود در بازی را مستعمره‌سازی کند یا اینکه تمامی تمدن‌های دیگر را نابود کرده باشد.

## توسعه
این بازی توسط پارادوکس دولوپمنت استودیو توسعه یافته، که زیر مجموعهٔ پارادوکس اینتراکتیو است. در ۲۵ اوت ۲۰۱۵ اولین بار از انتشار این بازی پرده برداشته شد. این بازی از موتور کلاوزویتس استفاده می‌کند که در بازی اروپا یونیورسالیس نیز هم به کار رفته‌است. پس از انتشار بازی توسعه‌دهندگان از تعدادی بسته‌های کمکی و به روزرسانی برای رفع مشکلات بازی خبر دادند. تا ۳۰ سپتامبر ۲۰۱۶، دو بستهٔ رایگان به روز رسانی برای بازی منتشر شده‌است که روند بازی را کمی تغییر داده‌است.

## بازتاب‌ها
وبگاه سنگ، کاغذ و قیچی این بازی را یکی از بهترین‌های پارادوکس معرفی کرده‌است. وبگاه متاکریتیک به این بازی میانگین امتیاز ۷۸ از ۱۰۰ داده‌است. بیشتر نقد منفی به بازی قسمت خسته‌کنندهٔ میانی است که فاقد هر نوع اتفاق قابل توجه‌ای است و باعث خستگی بازیکنان می‌شود. این قسمت از بازی در به روزرسانی‌ها مورد توجه توسعه‌دهندگان قرار گرفته‌است و قرار است، تغییر کند.
در روز اول انتشار بازی ۲۰۰۰۰۰ نسخه از بازی به فروش رفت که حتی از بازی سیتیز اسکایلاین، پرفروش‌ترین بازی در یک روز پارادوکس بیشتر بود. تا ۲۱ ژوئن این بازی ۵۰۰۰۰۰ نسخه فروش داشته‌است.